# Enragés (film, 2015)
Pour les articles homonymes, voir Enragés et Les Enragés.
Pour plus de détails, voir Fiche technique et Distribution.
Enragés est un film franco-canadien réalisé par Éric Hannezo, sorti en 2015.

## Synopsis
Canada, 2015. Après un braquage qui tourne mal, quatre criminels trouvent refuge dans un centre commercial. Alors qu'ils sont cernés, ils abattent un homme et prennent en otage une femme. Ils arrêtent ensuite une voiture pour prendre la fuite. Cette voiture est celle d'un père qui doit emmener d'urgence son enfant à l'hôpital.

## Fiche technique
Sauf indication contraire, les informations mentionnées dans cette section peuvent être confirmées par la base de données cinématographiques IMDb,  présente dans la section « Liens externes ».
- Titre international : Rabid Dogs
- Réalisation : Éric Hannezo
- Scénario : Yannick Dahan, Éric Hannezo et Benjamin Rataud, d'après le film Cani arrabbiati de Mario Bava
- Décors : Jean-Andre Carriere
- Costumes : Odette Gadoury
- Photographie : Kamal Derkaoui
- Montage : Arthur Tarnowski
- Musique : Laurent Eyquem
- Production : Marc Dujardin, Éric Hannezo, Vincent Labrune, Guillaume Lacroix

Coproducteurs : Julien Deris, Franck Elbase, David Gauquié, Eric Juhérian, Renaud Le Van Kim, Nicolas Lesage, Claude Léger, Étienne Mallet, Sylvain Proulx, Mathias Rubin et Julien Seul
Producteur délégué : Marc Vadé
- Sociétés de production : Black Dynamite Films, JD Prod, Les Productions Rabid Dogs, Cinéfrance 1888, Hedgehog, JS Productions, Récifilms, avec la participation de Ciné+ et Canal+, avec le soutien de Wild Bunch, du CNC et de Téléfilm Canada
- Société(s) de distribution :  Wild Bunch
- Pays d'origine :  France,  Canada
- Langue originale : français
- Genre : Action et thriller
- Durée : 93 minutes
- Dates de sortie[1] : 
  -  France : 18 mai 2015 (festival de Cannes - séance spéciale du Cinéma de la Plage de Cannes Classics)
  -  France : 30 septembre 2015

## Distribution
- Lambert Wilson : le père
- Guillaume Gouix : Sabri
- Virginie Ledoyen : la femme
- Franck Gastambide : Manu
- François Arnaud : Vincent
- Laurent Lucas : le chef
- Gabrielle Lazure : Marie
- Pierre Lebeau : le pompiste
- Gisèle Trépanier : la vieille dame

## Production

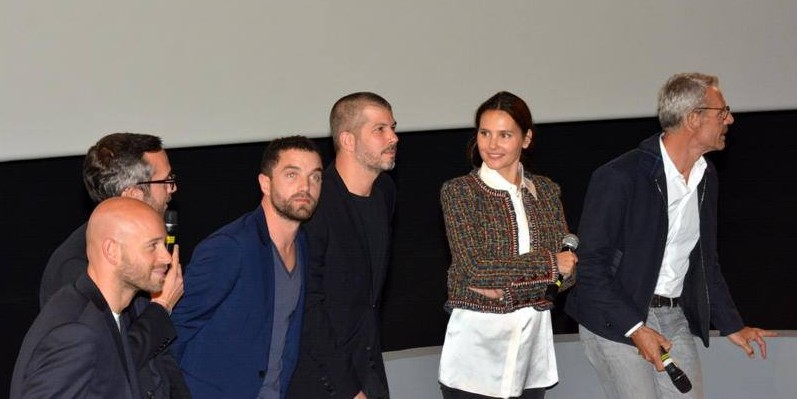
L'équipe du film à une avant-première en 2016.

### Genèse et développement
Le film s'inspire du film italien Les Chiens enragés (Cani arrabbiati) de Mario Bava, sorti en 1974. Ils partagent d'ailleurs le même titre anglophone, Rabid Dogs.
Pour développer davantage le scénario, Eric Hannezo s'est inspiré notamment d'un ami qui lui a avoué avoir aidé des trafiquants à transporter de la drogue, pour nourrir sa famille : « Cela faisait écho à des galères que j’avais pu connaître. Être face à un mur, ça fait très mal ! On peut tous avoir des pensées très étranges à de tels moments. Je voulais du coup que les braqueurs se situent dans cette position d’impuissance. Au-delà de Laurent Lucas, qui incarne le chef de gang archétypal, les autres personnages sont plus nuancés. Ce sont trois mecs embarqués dans quelque chose qui les dépasse. Au début, ils portent des masques. Mais une fois enlevés, ils deviennent totalement vulnérables et incapables de se comporter en vrais méchants. Pour les dépeindre, je me suis inspiré de personnes que je connaissais. Je n’avais pas envie d’un film hystérique où les mecs braquent sans arrêt et tirent à tout-va ».

### Tournage
Le tournage a duré 32 jours et a eu lieu au Québec, notamment à Montréal et Thérèse-De Blainville,. Le réalisateur a voulu tourner au Canada : « Je ne voulais pas inscrire l’intrigue dans une réalité reconnaissable. Je me suis donc attelé à recréer un univers plus neutre, sans repère de lieu pour le spectateur (...). J’ai aimé Montréal, ce no man’s land qui mélange les architectures de façon chaotique et harmonieuse. L’avantage, c’est que je pouvais également m’appuyer sur de nombreux décors naturels, sur de magnifiques grands espaces ».